# Une femme extraordinaire
Pour plus de détails, voir Fiche technique et Distribution.
Une femme extraordinaire (titre original : Lucy Gallant) est un film américain réalisé par Robert Parrish, sorti en 1955.

## Fiche technique
- Titre original : Lucy Gallant
- Titre français : Une femme extraordinaire
- Réalisation : Robert Parrish
- Scénario : John Lee Mahin et Winston Miller, d'après un roman de Margaret Cousins
- Direction artistique : Henry Bumstead et Hal Pereira
- Décors : Sam Comer et Grace Gregory
- Costumes : Edith Head
- Photographie : Lionel Lindon
- Montage : Howard A. Smith
- Musique : Van Cleave
- Production : William H. Pine et William C. Thomas
- Société de production : Pine-Thomas Productions
- Société de distribution : Paramount Pictures
- Pays de production :  États-Unis
- Langue : anglais
- Tournage : du 18 août 1954 à octobre 1954
- Format : Couleur (Technicolor) - 35 mm - 1,85:1 ; Son : Mono (Western Electric Recording)
- Genre : Film dramatique
- Durée : 104 minutes
- Dates de sortie : 
  - États-Unis : 20 octobre 1955 (New York)
  - France : 27 avril 1956

## Distribution
- Jane Wyman : Lucy Gallant
- Charlton Heston : Casey Cole
- Claire Trevor : Lady MacBeth
- Thelma Ritter : Molly Basserman
- William Demarest : Charles Madden
- Wallace Ford : Gus Basserman
- Tom Helmore : Jim Wardman
- Gloria Talbott : Laura Wilson
- James Westerfield : Harry Wilson
- Mary Field : Irma Wilson
- Allan Shivers : Lui-même
- Edith Head : Elle-même